# Nameisis

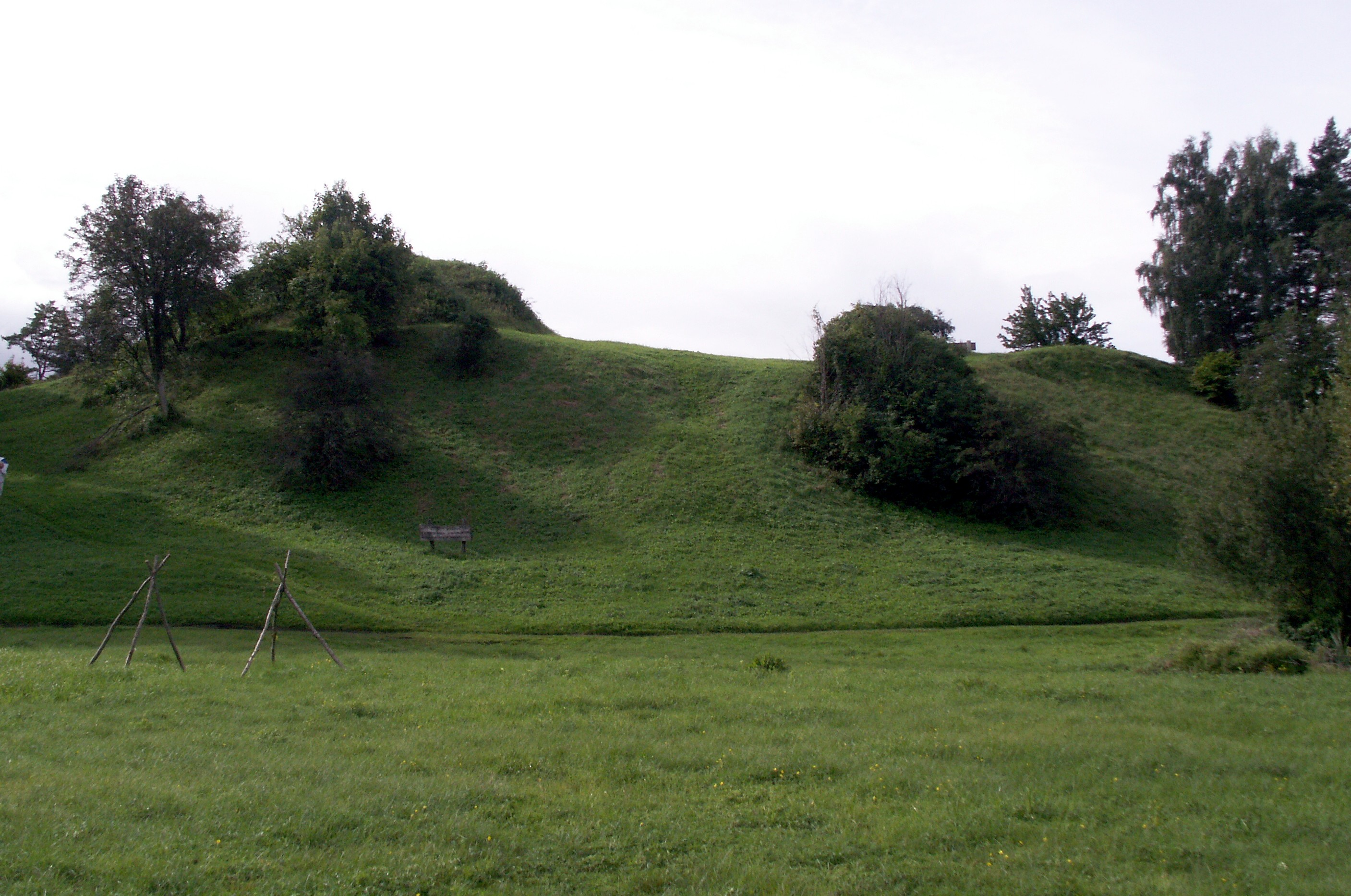
Monticle Tērvetes, on es creu va estar la residència de Nameisis.

Nameisis (també Nameitis, Namejs o Nameyx, i anomenat el vell) (m. 1281) va ser un dels cabdills més carismàtics i influents dels semigalians, un dels clans bàltics al segle xiii i un ferotge opositor i hàbil estrateg enfront de les envestides dels croats de l'Orde Teutònic. Segons la Crònica rimada de Livònia va arribar a ésser considerat rei de Zemgale.
El 6 de juliol de 1272 va ser un dels principals líders de Zemgale en negociar un tractat de pau amb l'Orde Livonià i l'arquebisbe de Riga. Conforme el tractat, els croats podien recaptar impostos tres cops a l'any; a partir d'aquí es va desencadenar una ona de violència i oposició contra l'ocupació teutònica i a la tardor de 1279 els semigalians van fer un atac desesperat al mateix centre de les forces d'ocupació a Riga, que Nameisis va vèncer gràcies a una xarxa d'espionatge que l'advertia anticipadament els moviments dels alemanys.
El 1281 els croats van atacar novament, amb reforços de 14.000 homes que van llançar tota la seva maquinària de guerra sobre Tērvetes però Nameisis va mantenir el seu avantatge. Al final es va arribar a un nou acord de pau, aconseguint que els semigalians conservessin les seves pròpies fortaleses encara que havien de pagar tribut als alemanys. L'ordre va manifestar presumptivament la seva satisfacció per l'acord i van invitar els líders semigalians a una celebració, aprofitant aquesta oportunitat per assassinar-los. Nameisis es va lliurar de la matança i va emigrar al Gran Ducat de Lituània on es va unir al gran duc Traidenis de Kernavė (m. 1282), per lluitar contra els croats, com les cròniques contemporànies cessen abruptament d'esmentar la seva figura, és probable que morís al camp de batalla.

## Cultura popular
Nameisis és objecte de culte a la literatura popular de Letònia com a símbol de lluita per la llibertat nacional. Entre les obres més celebrades es troben Karalis Nameitis (1925) d'Edvarts Virza, Nameja gredzens (1931) d'Aleksandrs Grīns i la tetralogia Degošais pilskalns de Laimoņa Pura.